# Evolvulus passerinoides
Evolvulus passerinoides är en vindeväxtart som beskrevs av Carl Daniel Friedrich Meisner. Evolvulus passerinoides ingår i släktet Evolvulus och familjen vindeväxter. Inga underarter finns listade i Catalogue of Life.